# Ratnaszambhava
A vadzsrajána buddhizmusban Ratnaszambhava (szanszkrit: Ratnasambhava, kínai: 南方宝生部主宝生佛, japán: 宝生如来 Hósó nyorai vagy Hódzsó nyorai, tibeti: རིན་ཆེན་འབྱུང་གནས Rinchen Jung ne, koreai: 宝生如来 보옥여래, mongol: ᠡᠷᠳᠡᠨᠢ ᠭᠠᠷᠬᠣ ᠢᠢᠨ ᠣᠷᠣᠨ vagyis Эрдэнэ гарахын орон Erdeni garkhu yin oron) egyike az öt bölcsességbuddhának. Ratnaszambhava mandalái és mantrái a nyugalom és egyenlőség fejlesztésére összpontosítanak, s a vadzsrajána buddhizmusban a büszkeség és mohóság elpusztítására való törekvéssel társítják.
Ratnaszambhava az öt bölcsességbuddha világának déli részén helyezkedik el; hátasa egy ló vagy egy oroszlán pár. A tibeti buddhizmusban minden bölcsességbuddhához kapcsolódik egy női buddha is, eszerint Ratnaszambhava hitvese Mamaki; kíséretében pedig gyakorta feltűnik a világi dharmapála Vaiszravana. A haragos istenségek közül Kundaliként testesül meg.

## Szövegi történelem
Az első írásos emlékek, amik Ratnaszambhavát említik, a mahájána Aranyfény szútra (Ārya Suvarna-prabhā-sottamasutrendrarājamahāyana Sutra) és a IV. századbeli Guhjaszamadzsa tantra. Ezt követően jó néhány vadzsrajána írásban is feltűnik. A róla szóló legkidolgozottabb leírást az Advjavadzsra sangrahnak a Pancsakara nevű szekciójában találhatjuk.

## Jellegzetességei
Ratnaszambhavát az érzések vagy érzelmek halmazával (szkandha) illetve ennek a halmaznak a tudatállapothoz kötődő kapcsolatával társítják; továbbá a drágakő szimbólummal, mely megegyezik családjával (Ratna/drágakő). A dharma ismeretének bővítése/gazdagítása érdekében a buddhizmust hivatott elősegíteni. A képzőművészetekben az adakozás mudrájával (kézmozdulatával) ábrázolják. Színe a sárga/arany, alkotóeleme a Föld, égtája és egyben tiszta földje is a dél, évszaka az ősz.
A Tibeti halottaskönyvben (Bardo Thodol) Mamakival egyesülve ábrázolják, társaságában pedig Ákásagarbha, Szamantabhadra, Mala, és Dhupa bodhiszattvákat tüntetik fel.